# Artocarpus blancoi
Espèce
Synonymes
- Artocarpus communis var. blancoi Elmer[1]
- Artocarpus communis Elmer[2]

Statut de conservation UICN

 VU A1d : Vulnérable
Artocarpus blancoi est une espèce de plantes à fleurs de la famille des Moraceae.

## Publication originale
- An Enumeration of Philippine Flowering Plants 2: 40. 1923.